# Les Cahiers verts (Grasset)

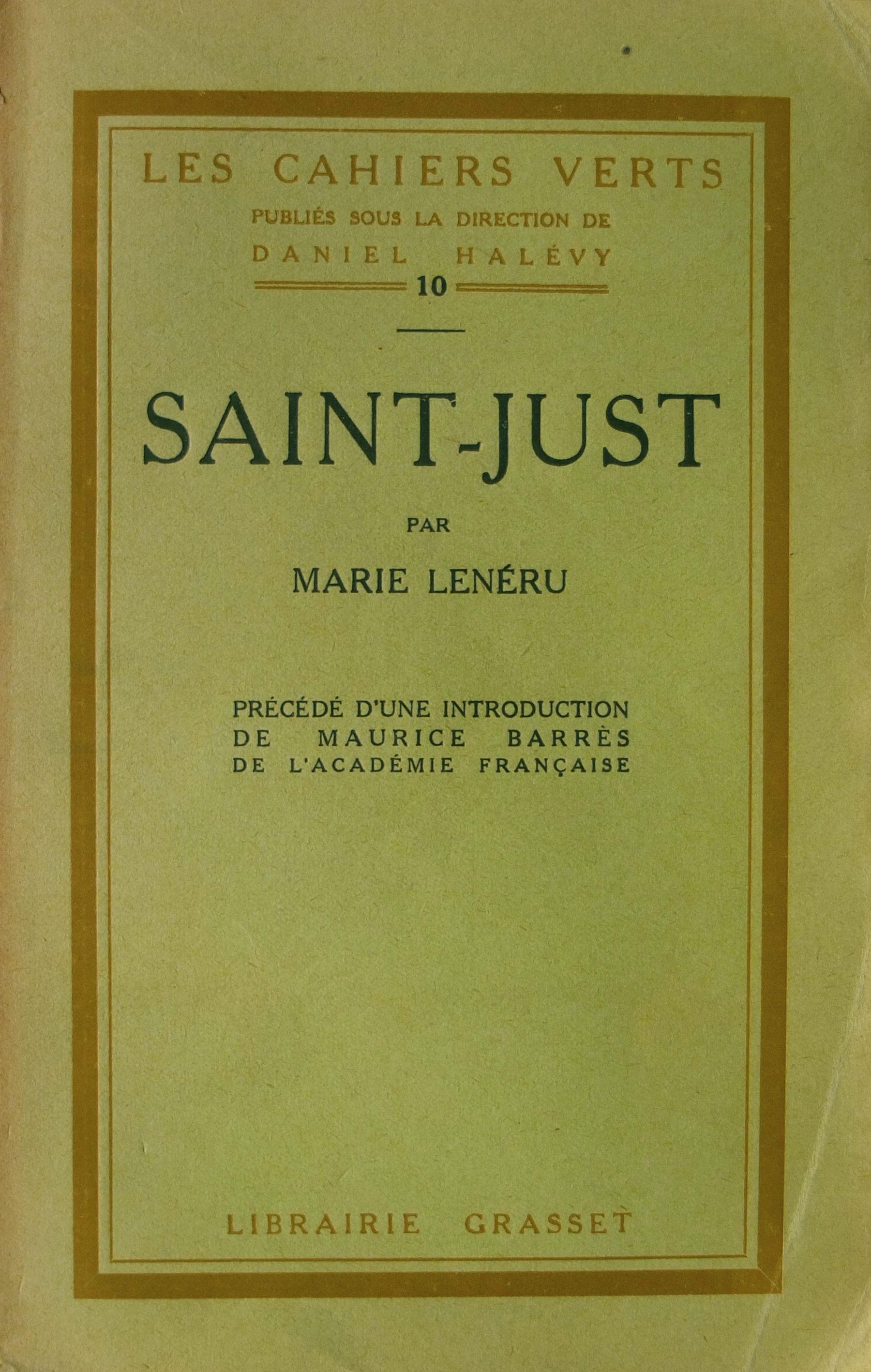
Saint-Just de Marie Lenéru, no 10 de la collection, paru en janvier 1922.

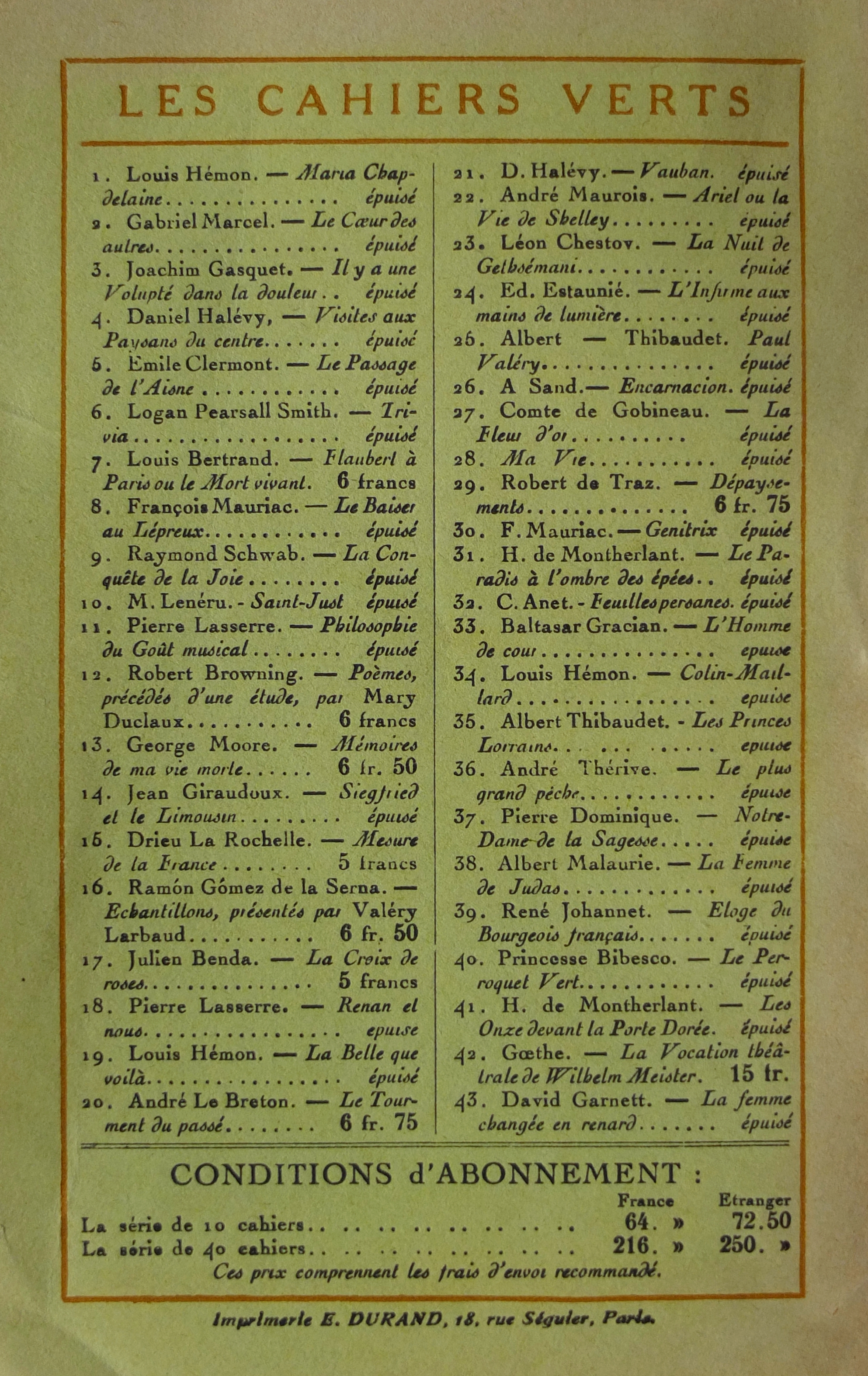
Liste des 43 premiers titres de la collection (1921-1924), au dos du no 44.

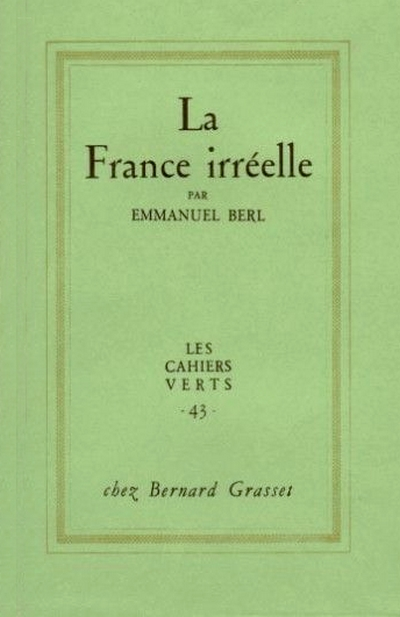
Nouvelle série et nouvelle présentation apparue au milieu des années 50.

Les Cahiers verts est une collection de littérature française et étrangère des Éditions Grasset créée en 1921 et arrêtée au début des années 60.
Les Amis des Cahiers verts ont également existé.

## Description
Les volumes se présentent sous couverture souple verte au format petit in octavo (19 x 12 cm). Les premiers titres étaient  précédés d'une introduction ou d'une préface d'un auteur de renom. Il n'y a pas d'illustration. Les premiers tirages étaient d'environ 3500 exemplaires, tous numérotés, qui vont passer rapidement à 4500 puis 6750 en 1926. Les premiers numéros étaient vendus 5 francs, puis augmentent régulièrement (15 francs en 1926). Un système d'abonnement permettait de souscrire à 10 numéros avec une réduction. Le rythme d'édition était de 10 à 12 titres par an.

## Création et historique
Vers 1920, la maison Grasset devient le principal concurrent des éditions Gallimard. 1921 voit la création de plusieurs collections : Les Maîtres Étrangers et Le Roman sous la direction d'Edmond Jaloux, puis Les Cahiers verts sous la direction de Daniel Halévy qui occupera ce poste jusqu'en 1937.
Ce tirage d'ouvrages en édition originale sur abonnement dans une collection spéciale constitue une nouveauté à l'époque, c'est la marque d'une évolution de la bibliophilie de cénacle restreint devenue accessible par un prix abordable, le même que celui des éditions courantes qui interviennent en cas de succès quelque temps plus tard, c'est une semi-bibliophilie. Le succès de la collection est immédiat, grâce à Maria Chapdelaine, et selon Bernard Grasset « l'édition de Maria Chapdelaine sous la couverture des Cahiers verts s'achète à 500 francs sur le marché de la bibliophilie six mois après la publication du livre. ».
C'est à partir de Siegfried de Jean Giraudoux (1923 no 14) que le prix des Cahiers vert devient un peu supérieur à l'édition courante qui est publiée désormais simultanément. Le succès de la formule est d'ailleurs largement imitée par d'autres éditeurs. La première série de la collection sur ce modèle s'achève en 1927 et la collection tend alors à se banaliser, elle pourra cependant se poursuivre en évoluant jusqu'au début des années 60, mais en ayant perdu une partie de son attrait bibliophilique.
En 1983, Grasset crée une nouvelle collection Les Cahiers rouges, nommée ainsi en allusion aux Cahiers verts et qui reprend un certain nombre des titres parus dans Les Cahiers verts.

## Auteurs édités
Le premier titre édité est Maria Chapdelaine de Louis Hémon le 20 avril 1921, le succès considérable de ce titre  lance la collection et tous les tirages des titres suivants seront épuisés pendant plusieurs années. La collection accueille de grands noms qui ont signé chez Grasset, Maurice Barrès, Paul Valéry, François Mauriac, Henri de Montherlant, Drieu La Rochelle, Jean Giraudoux, ainsi que des auteurs étrangers Robert Browning, George Moore, Léon Chestov etc.